# Ussa (Wolga)
Die Ussa (russisch Уса) ist ein 76 km langer rechter Nebenfluss der Wolga im europäischen Teil Russlands.

## Beschreibung
Die Ussa entspringt zwischen den Dörfern Smolkino und Krasnoje Polje im äußersten Westen der Oblast Samara, unweit der Grenze zur Oblast Uljanowsk. Von dort fließt sie in nördliche Richtung, wo sie bereits nach wenigen Kilometern die Grenze überquert. Auf dem Gebiet der Oblast Uljanowsk fließt die Ussa nun meist in östlicher Richtung. Sie nimmt die Koka auf und erreicht bereits nach kurzer Strecke wieder die Oblast Samara.
Hier wendet sie sich nach Südosten und Süden und durchfließt den landwirtschaftlich intensiv genutzten Westen der Oblast Samara. Zwischen Gubino und Muranka mündet der Fluss schließlich in einen Seitenarm des Kuibyschewer Stausees, zu dem die Wolga hier aufgestaut ist.
Auf ihrem Unterlauf ist die Ussa schiffbar. Das Wasser der Ussa wird gewerblich und in der Landwirtschaft genutzt und ist mäßig verschmutzt.